# Hjorthagen
Hjorthagen est un quartier du district de Norra innerstaden à Stockholm en Suède.

## Situation
Hjorthagen est un quartier situé au nord-est du centre-ville de Stockholm, près du pont Ropsten et Lidingö.
Hjorthagen a une superficie de 1,16 kilomètres carrés.
À l'origine un enclos pour le cheptel de cerfs du roi, la zone s'est développée à la fin du XIXème siècle en une banlieue industrielle avec les centrales Värtagasverket et le Värtaverket comme points de repère clés.
Depuis 2023, Hjorthagen est un quartier du district de Norra innerstaden.
Hjorthagen borde les quartiers de Ladugårdsgärdet et Norra Djurgården.
La zone résidentielle connue sous le nom de Norra Djurgårdsstaden se situe principalement dans les limites du quartier de Hjorthagen. En raison surtout des nouvelles constructions à Norra Djurgårdsstaden, le quartier de Hjorthagen devrait compter plus de 17 000 habitants en 2027.
La partie orientale de Hjorthagen s'appelle Ropsten.
De l'autre côté de Lilla Värtan se trouve la commune voisine de Lidingö.

## Lieux et monuments
Parmi les bâtiments du quartier, se distingue l'école actuelle, construite en 1925, qui a été construite dans le style romantique national d'après les plans de l'architecte Georg A Nilsson.
Sur Artemisgatan se trouve une petite bibliothèque, inaugurée en 1959.
L'église d'Hjorthagen est un exemple d'architecture Art nouveau.

## Transports
Ropsten, le terminus de la ligne T13 du métro de Stockholm, est situé à Hjorthagen, et le tramway Lidingöbanan menant à la commune de Lidingö part du même endroit.
Le terminal de la Silja Line à Värtahamnen est accessible à pied.

## Galerie

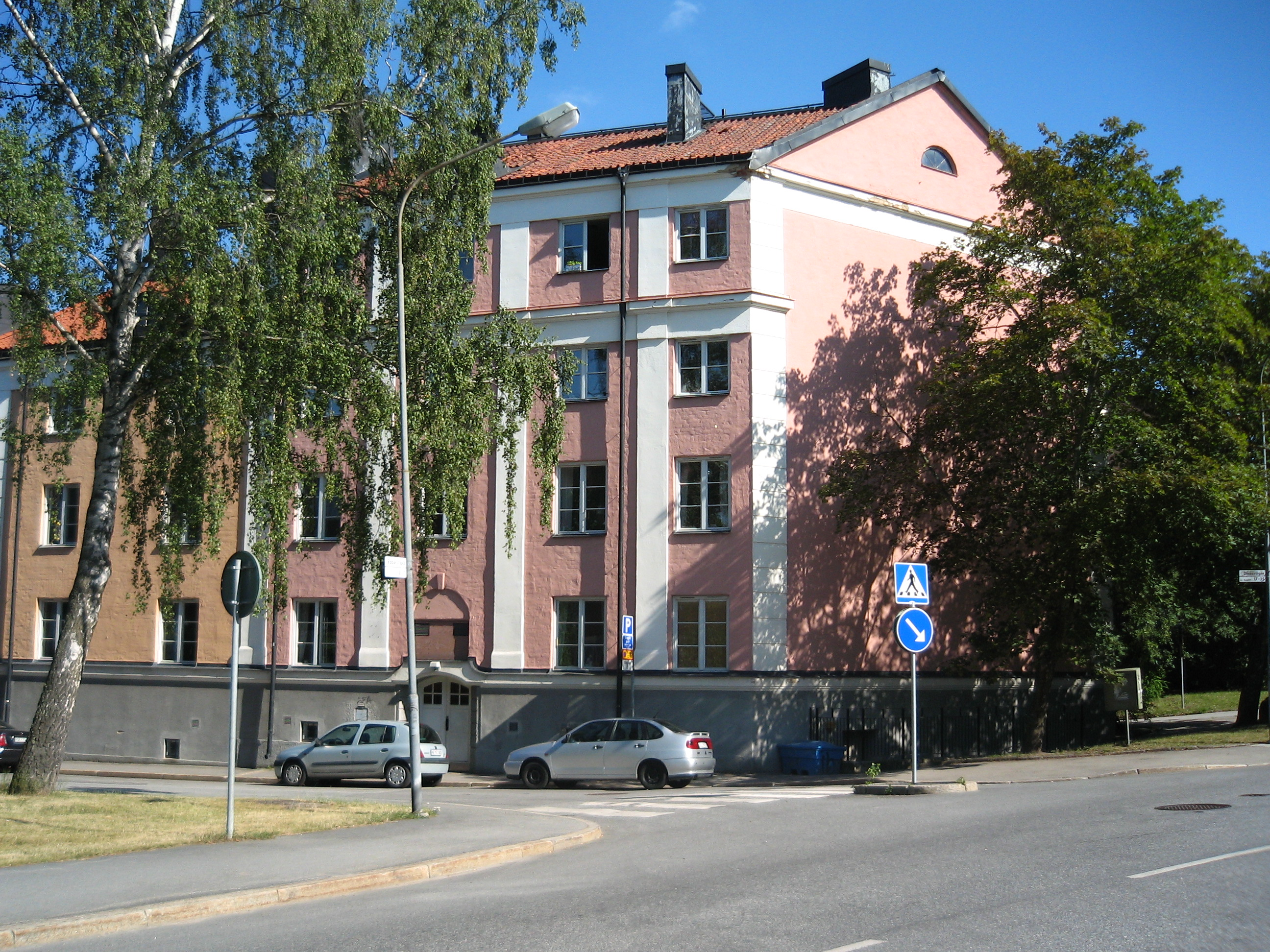
Immeuble résidentiel de Dianavägen.
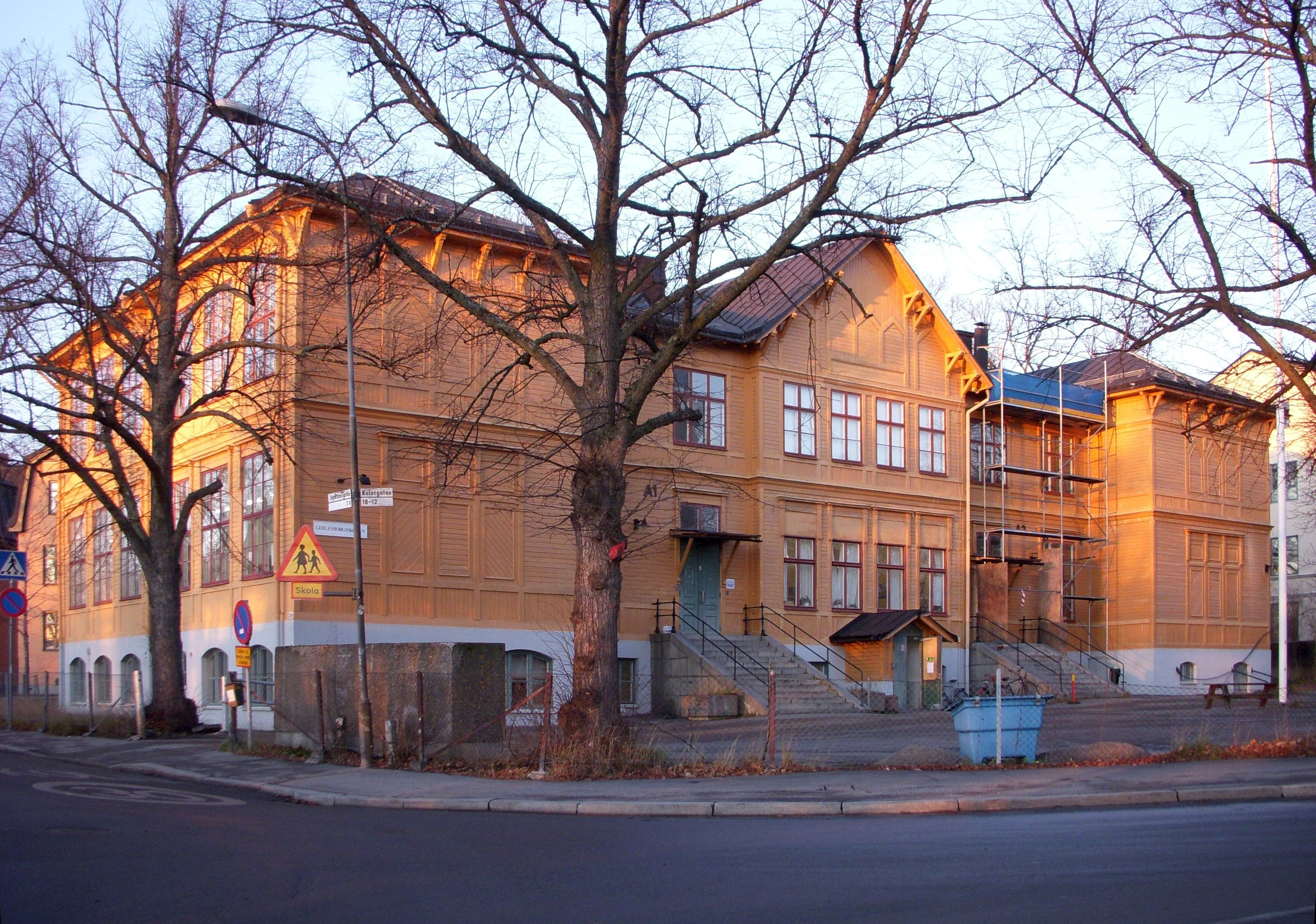
École Gerlesborgsskolan.
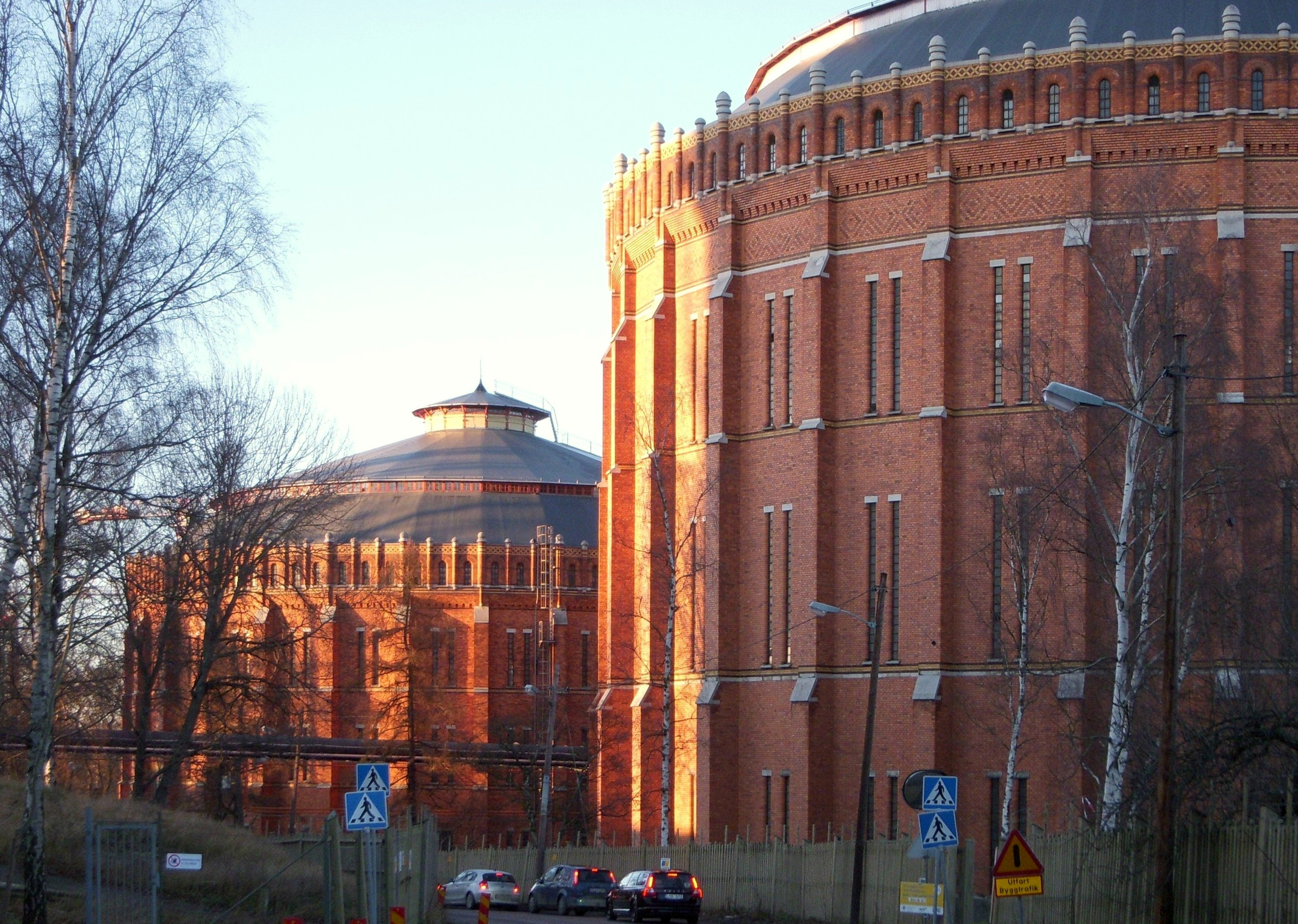
Horloges à gaz de Ferdinand Boberg.
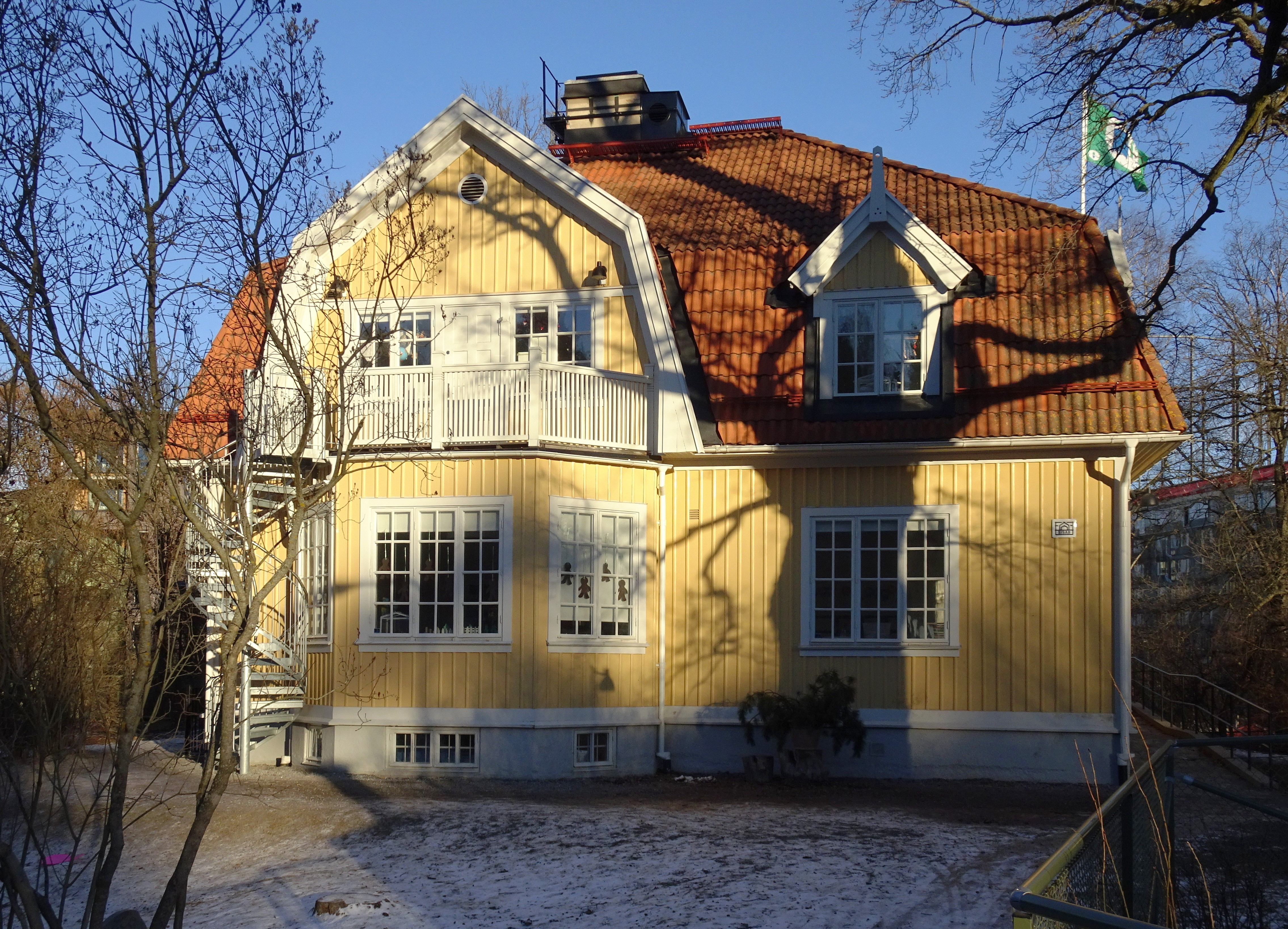
Villa Ekbacken.
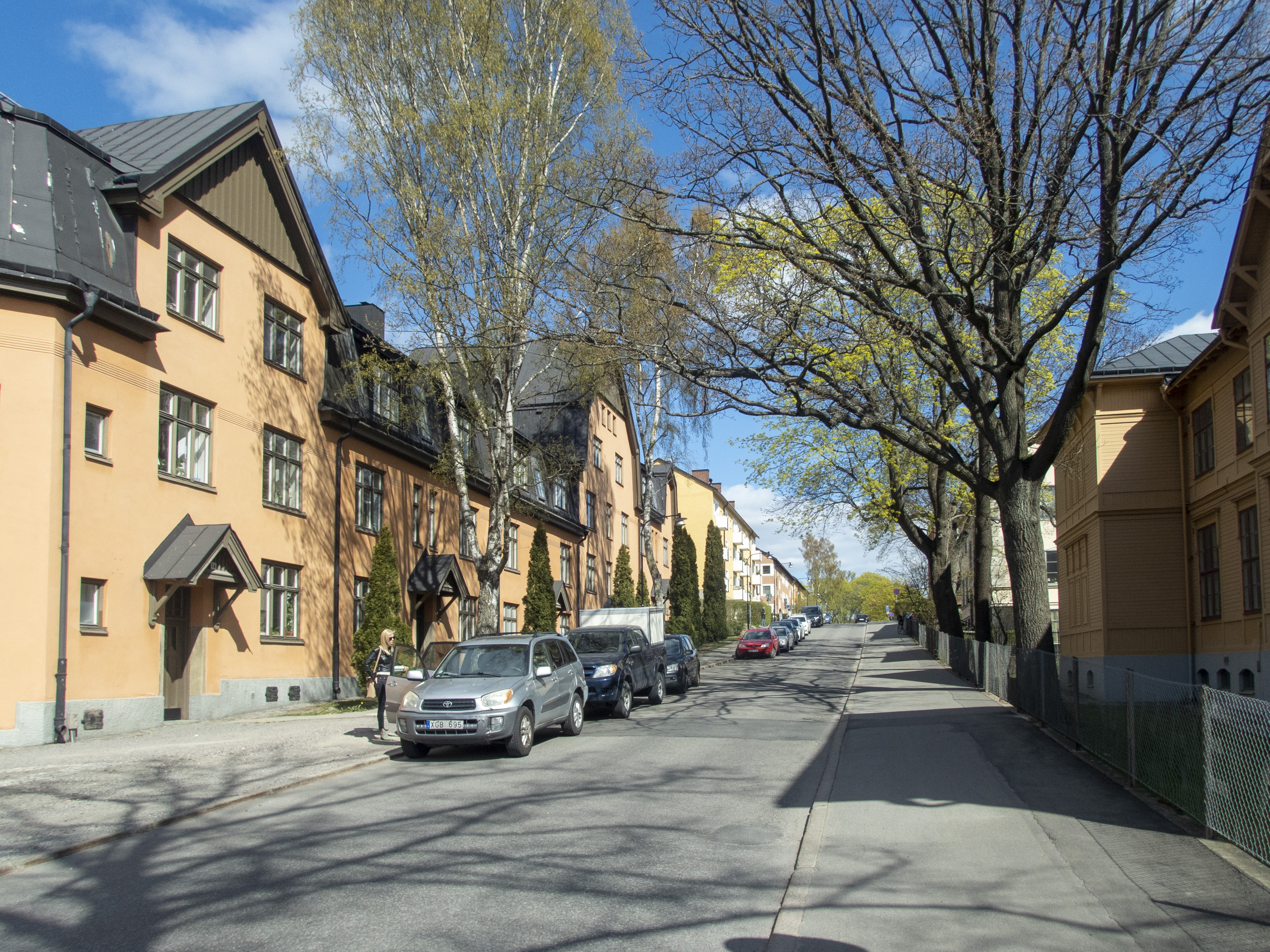
Skogsvaktargatan.
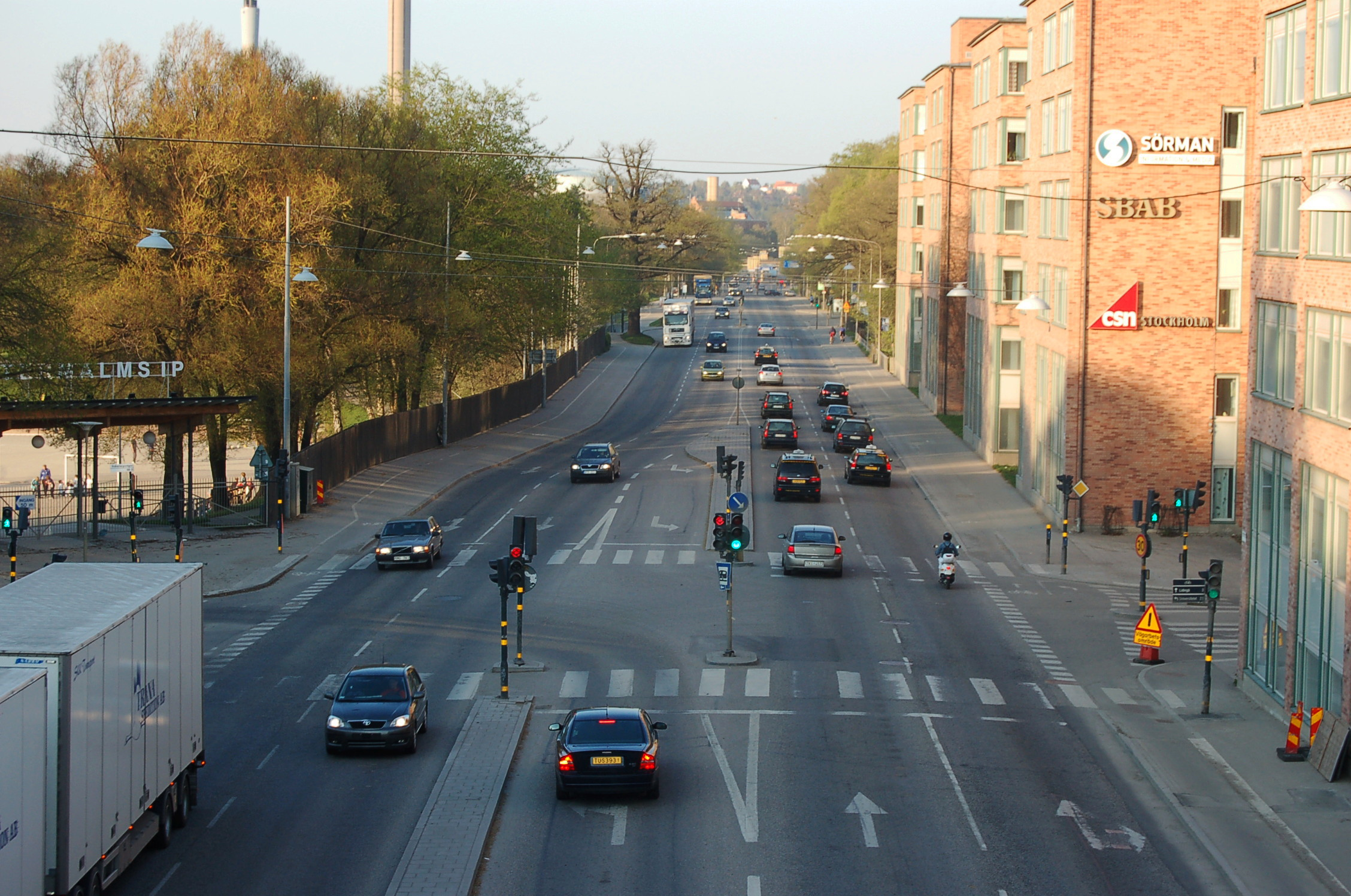
Lidingövägen.
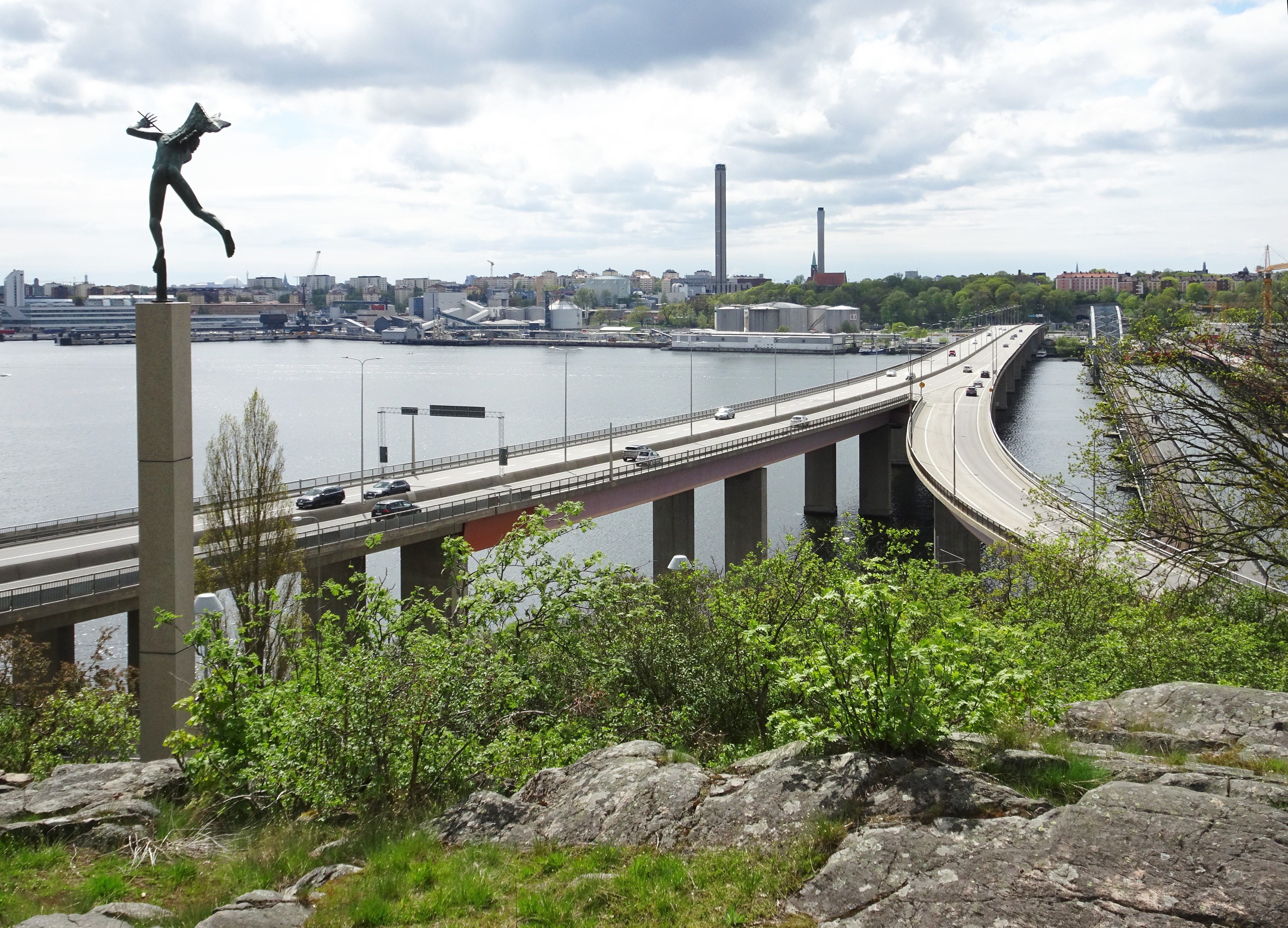
Lilla Lidingöbron.
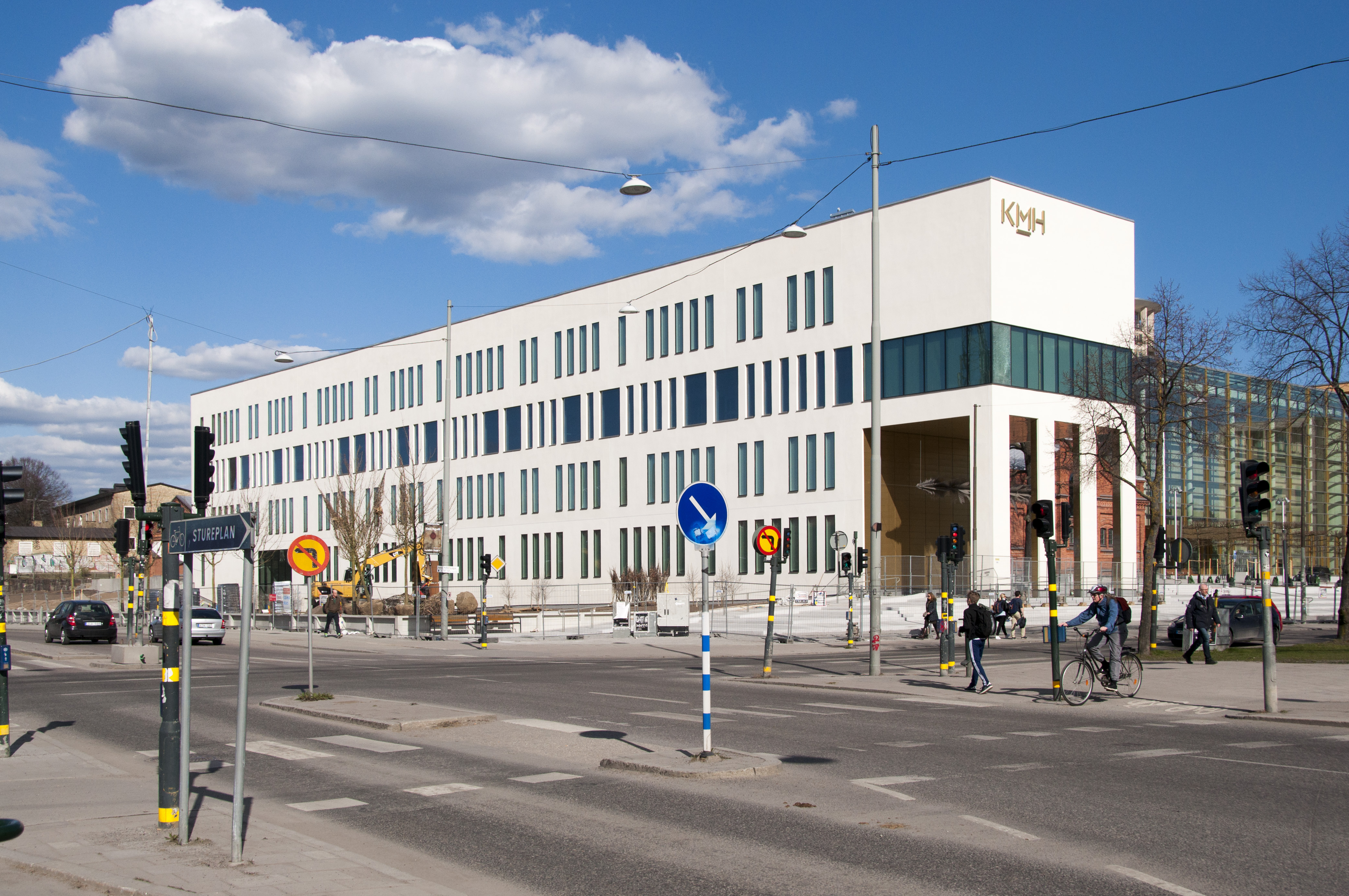
École royale supérieure de musique
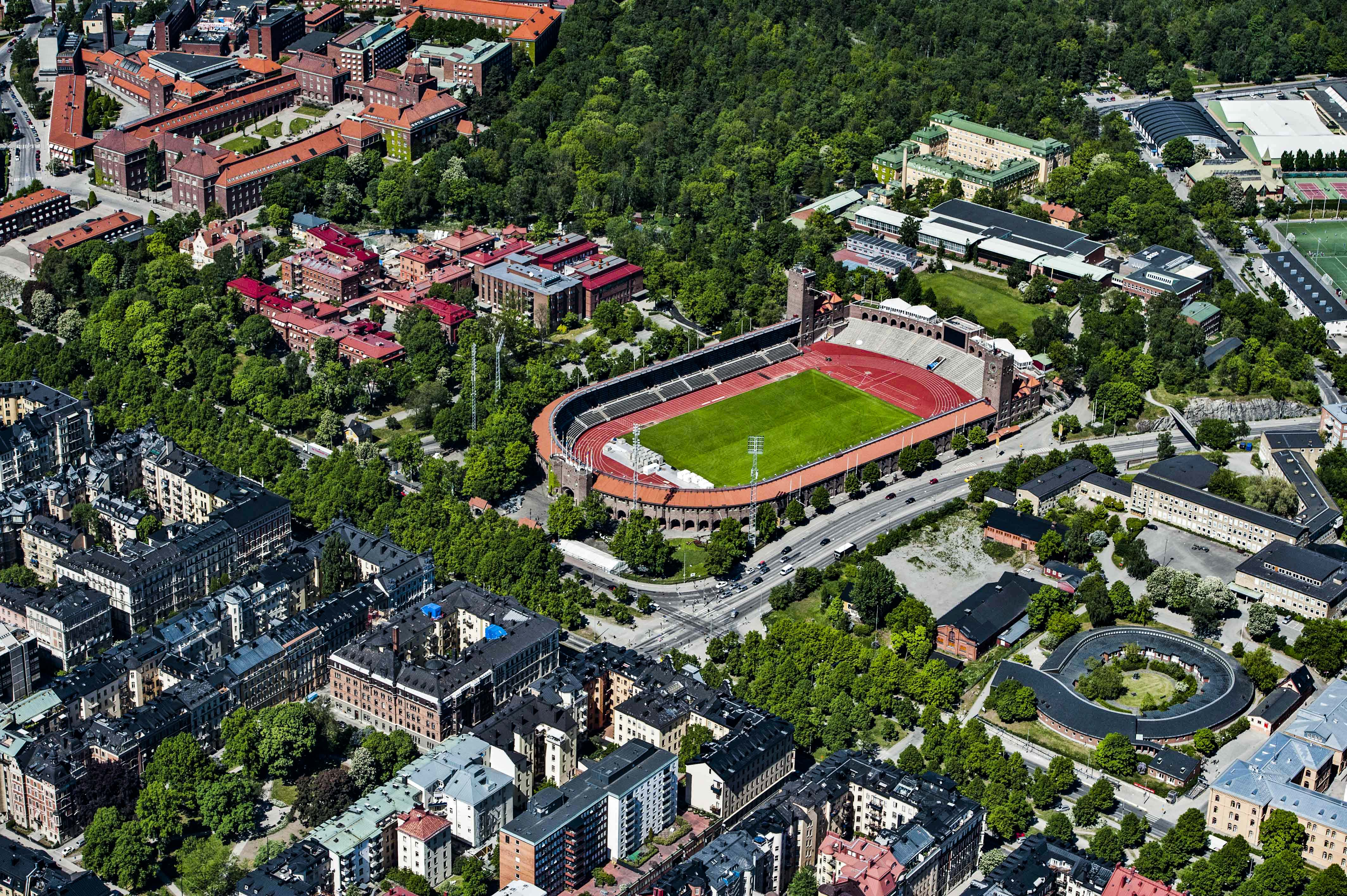
Stade olympique de Stockholm